# Abell 2125

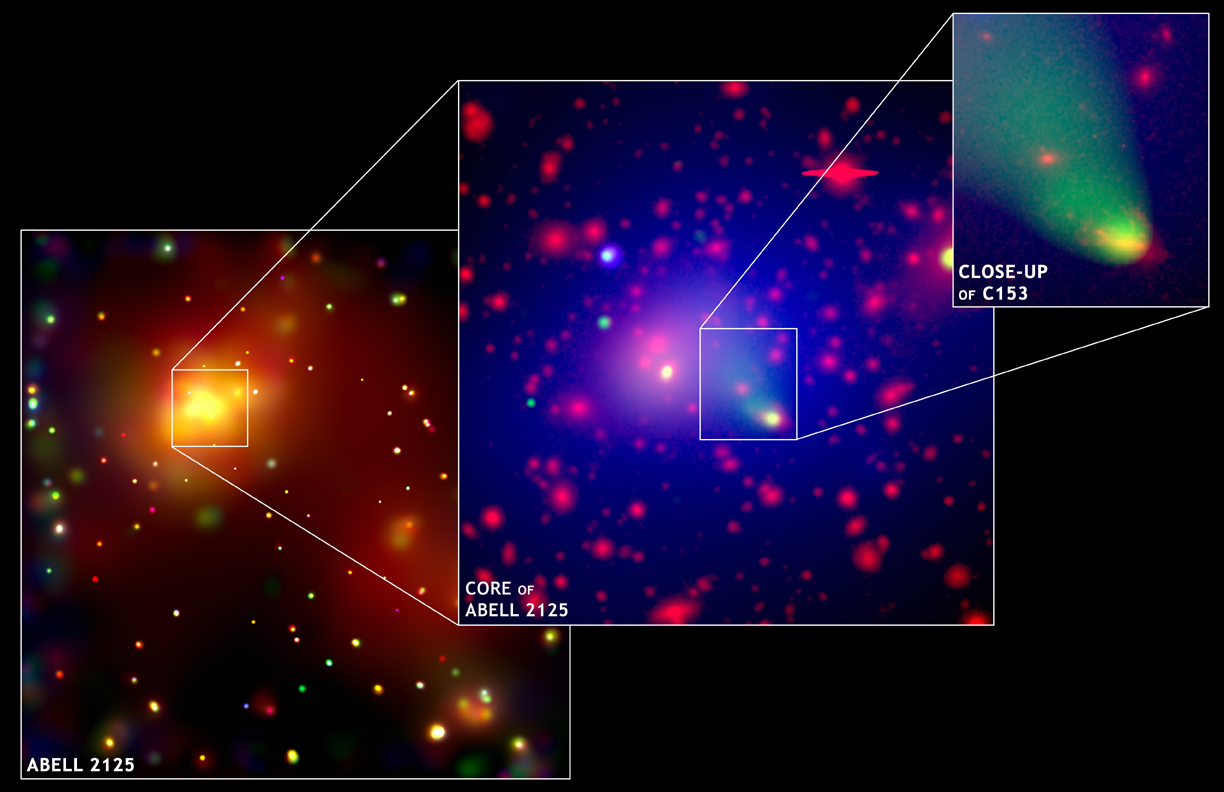
A Chandra műhold röntgenfelvétele-sorozatán egyre közelebbről látjuk az Abell 2125 magjában található forró gázfelhőt. Látható, amint a gáz kiszakad a C153-ból (jobbra)

A Föld körül keringő Chandra röntgen-obszervatórium tüzetesen megvizsgálta az Abell 2125-öt. A halmaz elég közel van hozzánk ahhoz, hogy részletesen tanulmányozhassuk, azonban elég messze ahhoz, hogy a képek a fejlődésének korai és ezért még meglehetősen aktív szakaszát mutassák. A röntgen képeken az is látszik, ami az optikai felvételeken nem: a halmaz sok kisebb halmaz egyesülésével jön létre. A legerősebb röntgensugárzást kibocsájtó felső csomós szerkezetű, ami jelzi, hogy csak nemrégiben állt össze. A színkép arról árulkodik, hogy feldúsultak benne a nehéz elemek, például a vas, a közeli képeken pedig jól látható, amint a rendszer most is folyamatosan gázt szív el más galaxisokból, például a C153-ból. Ez a gáz szupernóva-robbanások során keletkezett nehéz elemeket sodor magával, és szétteríti azokat az intergalaktikus közegben. Egy halványabb, de csaknem ugyanekkora, és további több száz galaxist magába burkoló felhő figyelemre méltóan kevés nehéz elemet tartalmaz, ami arra utal, hogy a gázelszívás az idő múlásával egyre erősödik, és hogy ez a felhő sokkal fiatalabb, mint halványabb szomszédja.
Minthogy a röntgencsillagászati bizonyítékok a halmaz erős aktivitására mutatnak, a csillagászok más hullámhosszakon is megvizsgálták. Az infravörös távcsövek a halmaz közepétől távolabbi galaxisokban a csillagok születésének erőteljes hullámait mutatják. Ennek egyik lehetséges magyarázata az, hogy az árapály erők még a nagy halmaz centrumától 1 millió fényév távolságban is olyan erősek, hogy széjjeltépik a közeli galaxisokat, és beindítják bennük a csillagok keletkezését.
| Abell 2125         |                   |
| ------------------ | ----------------- |
| Katalógusszáma     | Abell 2125        |
| Távolsága          | 3 milliárd fényév |
| Galaxisok száma    | >1000             |
| Legfényesebb tagja | 17,0              |